# Pieter Pietersz Barbiers

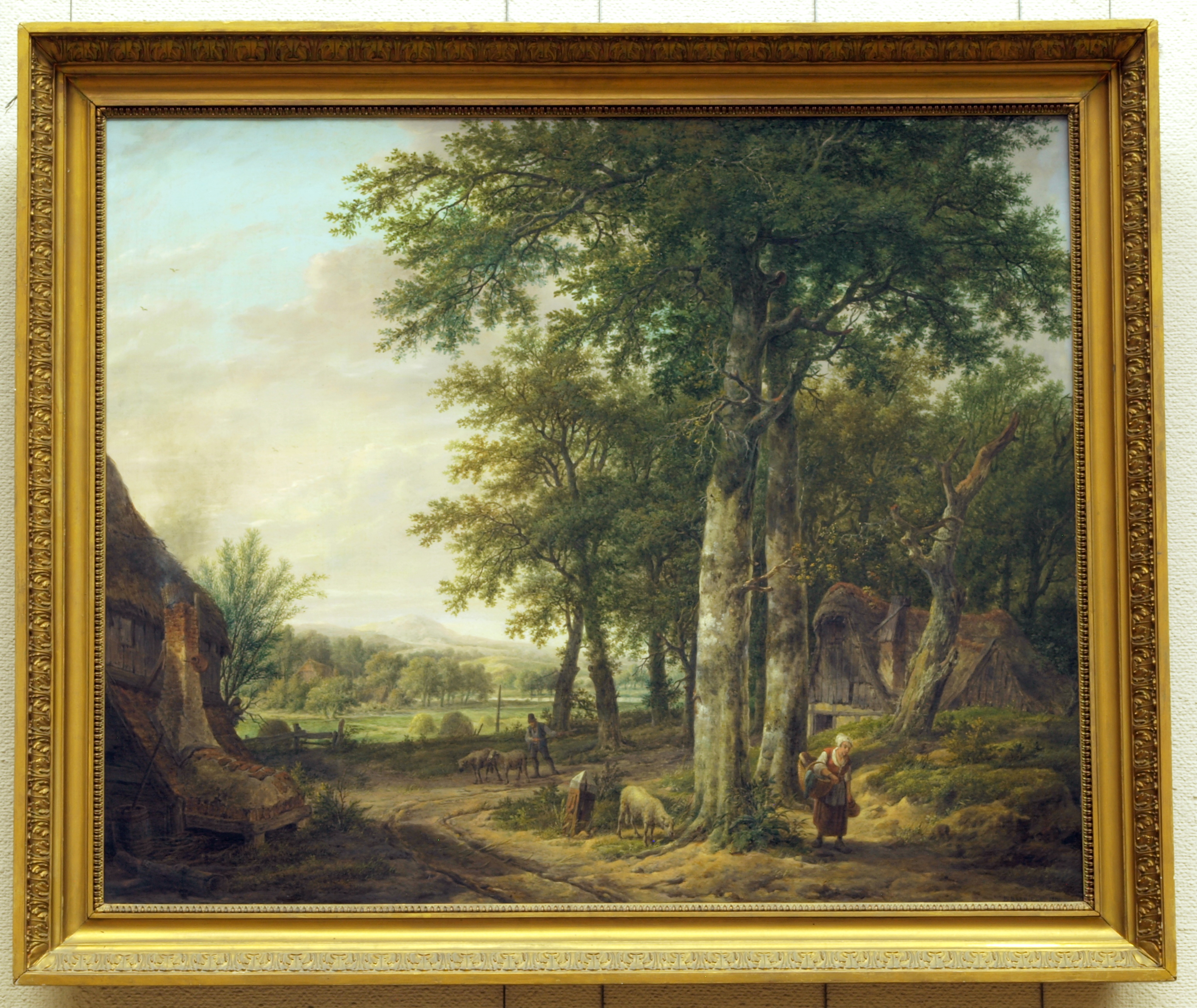
Tájkép a Teylers Múzeum gyűjteményéből

Pieter Pietersz Barbiers (Amszterdam, 1749. október 6.  –  Amszterdam, 1842. október 26.) Hollandia északi részéről származó festőművész.

## Életútja
Apja Pieter Barbiers díszletfestő. Testvére Bartholomeus Barbiers, szintén elismert festő volt. 1786-ban lett a festőművészeket tömörítő amszterdami Szent Lukács céh tagja. A céhet 1796-ban, a francia megszállás idején számolták fel. 1822-ben az Amszterdami Királyi Akadémia tagja lett. Tanítványa volt többek között unokaöccse, Pieter Bartholomeusz Barbiers. Az akadémián is számos tanítványa volt, többek között: Carel Lodewijk Hansen, Jan Hulswit, Johannes Jelgerhuis, Daniël Kerkhoff, Johannes Hendrik Knoop, Thomas van Leent, Jacobus Pelgrom, Petrus Antonius Ravelli, Abraham Johannes Ruytenschildt, Johan Christiaan Willem Safft, Barend Hendrik Thier, Pier Johannes de Visser és Henricus Franciscus Wiertz. Elsősorban tájképeket, városképeket festett. Kedvelt helyszínei voltak Geldern és Haarlem környéke. Műveit hollandiai múzeumok őrzik (pld. a haarlemi Teylers Múzeum).